# Leen (voornaam)
Leen is zowel een jongens- als meisjesnaam. In Nederland wordt de naam voor jongens gebruikt, in Vlaanderen voor meisjes.
Als jongensnaam is het een afleiding van de Germaanse naam Leonhard. Het eerste deel van de naam was waarschijnlijk lewa-, wat "genadig" betekent; dit werd later vervangen door het Latijnse woord leo, "leeuw". Het tweede deel van de naam, -hard, betekent "sterk". De naam betekent dus zoveel als "sterk als een leeuw". Leen was vaak een afkorting van Leendert, dat op zijn beurt van Leonhard was afgeleid. 
Als meisjesnaam is het een afleiding van de Griekse naam Helena, wat "de stralende, de schitterende" betekent.

## Bekende naamdragers

### Vrouwen
- Leen Demaré, Belgische radiopresentatrice
- Leen Depooter, Belgische grafische ontwerper
- Leen Dierick, Belgische politica voor CD&V
- Leen Paredis, Belgische radiopresentatrice
- Leen Persijn, Belgische zangeres en actrice
- Leen Ryckaert, Belgische psychologe
- Leen Speecke, Belgische bibliothecaris
- Leen Verbist, Belgische politica voor SP.A

### Mannen
- Leen Bakker, bedenker woonwinkelconcept 'Leen Bakker'
- Leen Barth, Nederlandse voetballer
- Leen Buis, Nederlandse wielrenner
- Leen de Broekert, Nederlandse pianist
- Leen Droppert, Nederlands beeldhouwer
- Leen Hoogendijk, Nederlandse waterpolospeler
- Leen Jongewaard, Nederlandse acteur en zanger
- Leen Looijen, Nederlandse voetbalcoach
- Leen Muller, Nederlandse schilder
- Leen Pfrommer, Nederlandse schaatscoach
- Leen Potappel, Nederlandse theoloog
- Leen Swanenburg, Nederlandse voetballer
- Leen Timp, Nederlandse televisieregisseur en -producent
- Leen Valkenier, Nederlandse scenarioschrijver
- Leen Vente, Nederlandse voetballer
- Leen Verbeek, Nederlandse ondernemer en politicus voor PvdA